# Hans Hermann Strupp
Hans Hermann Strupp (geboren 25. August 1921 in Frankfurt am Main; gestorben 5. Oktober 2006) war ein US-amerikanischer Psychotherapieforscher und Hochschullehrer.

## Leben
Hans Hermann Strupp war ein Sohn des Textilkaufmanns Josef Strupp und der Anna Metzger, er hatte einen Bruder. Sein Vater starb, als er 9 Jahre alt war. 
Die Familie floh 1939 vor der nationalsozialistischen Judenverfolgung in die USA.
Strupp besuchte das City College in New York. Danach studierte er Psychologie an der George Washington University in Washington, D.C. Er erwarb sich Bachelor- (1945) und Master- (1947) und Doktortitel (Ph.D; 1954). 1945 wurde er US-amerikanischer Staatsbürger.
An der Washington School of Psychiatry lehrte damals Harry S. Sullivan, der mit seiner Interpersonalen Schule einen großen Einfluss auf die wissenschaftlichen und klinischen Einstellungen von Strupp hatte. 1966 kam er als Professor an die Vanderbilt University. Bis zu seiner Emeritierung im Jahr 1994 arbeitete er dort fast 30 Jahre lang als Hochschullehrer und Forscher.

## Beiträge zur Psychotherapie und Psychotherapieforschung
Strupp gilt als eine der einflussreichsten Forscherpersönlichkeiten in der Psychotherapieforschung. Er war z. B. einer der ersten Forscher, die Audioaufnahmen zur Dokumentation des tatsächlichen Verlaufs von Therapiestunden erstellte und analysierte. Er veröffentlichte insgesamt 16 Bücher und über 300 wissenschaftliche Artikel. Unter anderem war er Mitglied der American Psychological Association und der Society for Psychotherapy Research, deren Gründung er unterstützte und deren Präsidentschaft er von 1972 bis 1973 innehatte.
Die beiden bekannten Psychotherapiestudien „Vanderbilt I“ und „Vanderbilt II“ wurden an der Vanderbilt University durchgeführt. Sie waren beispielgebend für das Feld und wurden stark rezipiert. Er veröffentlichte Therapiemanuale zur Kurzzeittherapie, wie zusammen mit Jeffrey L. Binder (1984): Psychotherapy in a New Key: Time-Limited Dynamic Psychotherapy. Er war überzeugt, dass die therapeutische Beziehung zwischen Patient und Psychotherapeut wichtiger ist, als die eingesetzte therapeutische Technik, und dass Therapeuten, die eine empathische und unterstützende Beziehung mit ihren Patienten aufbauen, die größte Wahrscheinlichkeit für gute Ergebnisse haben (Zyklische maladaptive Muster).